# Lista odcinków serialu The Good Doctor
Poniżej znajduje się lista odcinków serialu telewizyjnego The Good Doctor – emitowanego przez amerykańską stację telewizyjną ABC od 25 września 2017 roku. W Polsce serial jest emitowany od 14 grudnia 2017 roku przez TVP2 oraz od 2 kwietnia 2019 przez AXN.

## Przegląd sezonów
| Sezon | Sezon | Odcinki | Pierwsza emisja (ABC) | Pierwsza emisja (ABC) | Pierwsza emisja (TVP2) | Pierwsza emisja (TVP2) | Pierwsza emisja (AXN) | Pierwsza emisja (AXN) | Dostęp VOD      | Dostęp VOD      | Dostęp VOD    |
| Sezon | Sezon | Odcinki | Premiera sezonu       | Finał sezonu          | Premiera sezonu        | Finał sezonu           | Premiera sezonu       | Finał sezonu          | Netflix Polska  | Viaplay Polska  | TVP VOD       |
| ----- | ----- | ------- | --------------------- | --------------------- | ---------------------- | ---------------------- | --------------------- | --------------------- | --------------- | --------------- | ------------- |
|       | 1     | 18      | 25 września 2017      | 26 marca 2018         | 14 grudnia 2017        | 12 kwietnia 2018       | 2 kwietnia 2019       | 30 lipca 2019         | 15 lipca 2021   | 3 sierpnia 2021 | wrzesień 2023 |
|       | 2     | 18      | 24 września 2018      | 11 marca 2019         | 20 grudnia 2018        | 4 maja 2021            | 1 kwietnia 2020       | 29 lipca 2020         | 15 lipca 2021   | 3 sierpnia 2021 | wrzesień 2023 |
|       | 3     | 20      | 23 września 2019      | 30 marca 2020         | 5 maja 2021            | 8 czerwca 2021         | 14 października 2020  | 31 marca 2021         | 15 lipca 2021   | 3 sierpnia 2021 | wrzesień 2023 |
|       | 4     | 20      | 2 listopada 2020      | 7 czerwca 2021        | —                      | 7 kwietnia 2021        | 18 sierpnia 2021      | 2 sierpnia 2022       | 2 sierpnia 2022 | 3 sierpnia 2021 | wrzesień 2023 |
|       | 5     | 18      | 27 września 2021      | 16 maja 2022          | —                      | —                      | 16 lutego 2022        | —                     | 13 lipca 2023   | 16 luty 2023    | wrzesień 2023 |
|       | 6     | 22      | 3 października 2022   | 1 maja 2023           | —                      | —                      | —                     | —                     | –               | —               | wrzesień 2023 |
|       | 7     | 10      | 20 luty 2024          | 21 maja 2024          | -                      | -                      | -                     | -                     | -               | -               | -             |

## Sezon 1 (2017-2018)
| №  | #  | Tytuł               | Polski tytuł (wg Netflix Polska) | Reżyseria            | Scenariusz                     | Data premiery (ABC, Stany Zjednoczone) | Data premiery (TVP2, Polska) |
| -- | -- | ------------------- | -------------------------------- | -------------------- | ------------------------------ | -------------------------------------- | ---------------------------- |
| 1  | 1  | Pilot – Burnt Food  | Przypalone jedzenie              | Seth Gordon          | David Shore                    | 25 września 2017                       | 14 grudnia 2017              |
| 2  | 2  | Mount Rushmore      | Mount Rushmore                   | Mike Listo           | David Shore                    | 2 października 2017                    | 21 grudnia 2017              |
| 3  | 3  | Oliver              | Oliver                           | John Dahl            | Bill Rotko                     | 9 października 2017                    | 28 grudnia 2017              |
| 4  | 4  | Pipes               | Rury                             | Stephen DePaul       | Thomas L. Moran                | 16 października 2017                   | 4 stycznia 2018              |
| 5  | 5  | Point Three Percent | Trzy dziesiąte procenta          | Larry Teng           | David Hoselton                 | 23 października 2017                   | 11 stycznia 2018             |
| 6  | 6  | Not Fake            | Nie jest sztuczna                | Michael Patrick Jann | Simran Baidwan                 | 30 października 2017                   | 18 stycznia 2018             |
| 7  | 7  | 22 Steps            | 22 kroki                         | David Straiton       | Johanna Lee                    | 13 listopada 2017                      | 25 stycznia 2018             |
| 8  | 8  | Apple               | Jabłko                           | Nestor Carbonell     | David Renaud                   | 20 listopada 2017                      | 1 lutego 2018                |
| 9  | 9  | Intangibles         | Dodatkowe czynniki               | Bronwen Hughes       | Karen Struck                   | 27 listopada 2017                      | 8 lutego 2018                |
| 10 | 10 | Sacrifice           | Poświęcenie                      | Michael Patrick Jann | Lloyd Gilyard Jr               | 4 grudnia 2017                         | 15 lutego 2018               |
| 11 | 11 | Islands Part One    | Wyspy: część 1                   | Bill D'Elia          | Thomas L. Moran, William Rotko | 8 stycznia 2018                        | 22 lutego 2018               |
| 12 | 12 | Islands Part Two    | Wyspy: część 2                   | Cherie Nowlan        | Thomas L. Moran, William Rotko | 15 stycznia 2018                       | 1 marca 2018                 |
| 13 | 13 | Seven Reasons       | Siedem powodów                   | Mike Listo           | David Shore, David Hoselton    | 22 stycznia 2018                       | 8 marca 2018                 |
| 14 | 14 | She                 | Ona                              | Seth Gordon          | Simran Baidwan                 | 5 lutego 2018                          | 15 marca 2018                |
| 15 | 15 | Heartfelt           | Wielkie serce                    | Regina King          | Thomas L. Moran, Johanna Lee   | 26 lutego 2018                         | 22 marca 2018                |
| 16 | 16 | Pain                | Ból                              | Allison Liddi-Brown  | William L. Rotko, David Renaud | 12 marca 2018                          | 29 marca 2018                |
| 17 | 17 | Smile               | Uśmiech                          | Bill D'Elia          | David Hoselton, Karen Struck   | 19 marca 2018                          | 5 kwietnia 2018              |
| 18 | 18 | More                | Bardziej                         | Mike Listo           | David Shore, Lloyd Gilyard     | 26 marca 2018                          | 12 kwietnia 2018             |

## Sezon 2 (2018-2019)
| №  | #  | Tytuł                    | Polski tytuł (wg Netflix Polska) | Reżyseria            | Scenariusz                                | Data premiery (ABC, Stany Zjednoczone) | Data premiery (TVP2/AXN, Polska) |
| -- | -- | ------------------------ | -------------------------------- | -------------------- | ----------------------------------------- | -------------------------------------- | -------------------------------- |
| 19 | 1  | Hello                    | Cześć                            | Mike Listo           | Freddie Highmore                          | 24 września 2018                       | 20 grudnia 2018 (TVP2)           |
| 20 | 2  | Middle Ground            | Kompromis                        | Steve Robin          | David Shore                               | 1 października 2018                    | 27 grudnia 2018 (TVP2)           |
| 21 | 3  | 36 Hours                 | 36 godzin                        | Larry Teng           | Thomas L. Moran                           | 8 października 2018                    | 3 stycznia 2019 (TVP2)           |
| 22 | 4  | Tough Titmouse           | Mówi się trudno                  | Steven DePaul        | David Hoselton                            | 15 października 2018                   | 10 stycznia 2019 (TVP2)          |
| 23 | 5  | Carrots                  | Marchewki                        | Sharat Raju          | Liz Friedman                              | 29 października 2018                   | 17 stycznia 2019 (TVP2)          |
| 24 | 6  | Two-Ply (or Not Two-Ply) | Dwuwarstwowy                     | Tara Nicole Weyr     | Simran Baidwan                            | 5 listopada 2018                       | 23 stycznia 2019 (TVP2)          |
| 25 | 7  | Hubert                   | Hubert                           | Marisol Adler        | David Renaud                              | 12 listopada 2018                      | 30 stycznia 2019 (TVP2)          |
| 26 | 8  | Stories                  | Historie                         | Michael Patrick Jann | Sal Calleros                              | 19 listopada 2018                      | 7 lutego 2019 (TVP2)             |
| 27 | 9  | Empathy                  | Empatia                          | Joanna Kerns         | Karen Struck                              | 26 listopada 2018                      | 21 lutego 2019 (TVP2)            |
| 28 | 10 | Quarantine               | Kwarantanna                      | Mike Listo           | Liz Friedman, Lloyd Gilyard Jr.           | 3 grudnia 2018                         | 28 lutego 2019 (TVP2)            |
| 29 | 11 | Quarantine Part Two      | Kwarantanna: część 2             | Mike Listo           | Simran Baidwan, Mark Rozeman              | 14 stycznia 2019                       | 7 marca 2019 (TVP2)              |
| 30 | 12 | Aftermath                | Skutki                           | Dawn Wilkinson       | Thomas L. Moran                           | 21 stycznia 2019                       | 14 marca 2019 (TVP2)             |
| 31 | 13 | Xin                      | Xin                              | David Straiton       | Brian Shin                                | 28 stycznia 2019                       | 24 czerwca 2020 (AXN)            |
| 32 | 14 | Faces                    | Twarze                           | Allison Liddi-Brown  | David Hoselton                            | 4 lutego 2019                          | 1 lipca 2020 (AXN)               |
| 33 | 15 | Risk and Reward          | Ryzyko i nagroda                 | Freddie Highmore     | Liz Freidman, David Renaud                | 18 lutego 2019                         | 8 lipca 2020 (AXN)               |
| 34 | 16 | Believe                  | Wiara                            | Alrick Riley         | Sal Calleros, Karen Struck                | 25 lutego 2019                         | 15 lipca 2020 (AXN)              |
| 35 | 17 | Breakdown                | Degradacja                       | Mike Listo           | Thomas L. Moran, Lloyd Gilyard, Jr.       | 4 marca 2019                           | 22 lipca 2020 (AXN)              |
| 36 | 18 | Trampoline               | Trampolina                       | David Shore          | David Shore, David Hoselton, Mark Rozeman | 11 marca 2019                          | 29 lipca 2020 (AXN)              |

## Sezon 3 (2019-2020)
| №  | #  | Tytuł                   | Polski tytuł (wg Netflix Polska) | Reżyseria           | Scenariusz                                       | Data premiery (ABC, Stany Zjednoczone) | Data premiery (AXN, Polska) |
| -- | -- | ----------------------- | -------------------------------- | ------------------- | ------------------------------------------------ | -------------------------------------- | --------------------------- |
| 37 | 1  | Disaster                | Katastrofa                       | Mike Listo          | David Shore                                      | 23 września 2019                       | 14 października 2020        |
| 38 | 2  | Debts                   | Długi                            | Mike Listo          | Peter Noah                                       | 30 września 2019                       | 21 października 2020        |
| 39 | 3  | Claire                  | Claire                           | Allison Liddi-Brown | Liz Friedman, Tracy Taylor                       | 7 października 2019                    | 28 października 2020        |
| 40 | 4  | Take My Hand            | Weź mnie za rękę                 | Tara Nicole Weyr    | Doris Egan                                       | 14 października 2019                   | 4 listopada 2020            |
| 41 | 5  | First Case, Second Base | Pierwsza pacjentka, druga baza   | Rebecca Moline      | David Hoselton                                   | 21 października 2019                   | 11 listopada 2020           |
| 42 | 6  | 45-Degree Angle         | Kąt 45 stopni                    | Steve Robin         | Sal Calleros                                     | 4 listopada 2019                       | 18 listopada 2020           |
| 43 | 7  | SFAD                    | Spontaniczne wyjazdy rodzinne    | Alrick Riley        | Jessica Grasl                                    | 11 listopada 2019                      | 25 listopada 2020           |
| 44 | 8  | Moonshot                | Na Księżyc                       | X. Dean Lim         | David Renaud                                     | 18 listopada 2019                      | 2 grudnia 2020              |
| 45 | 9  | Incomplete              | Niedokończony                    | Marisol Adler       | Brian Shin                                       | 25 listopada 2019                      | 9 grudnia 2020              |
| 46 | 10 | Friends and Family      | Krewni i znajomi                 | Mike Listo          | Thomas L. Moran                                  | 2 grudnia 2019                         | 16 grudnia 2020             |
| 47 | 11 | Fractured               | Złamania                         | Gary Hawes          | Mark Rozeman                                     | 13 stycznia 2020                       | 27 stycznia 2021            |
| 48 | 12 | Mutations               | Mutacje                          | Nestor Carbonell    | Liz Friedman, Tracy Taylor                       | 20 stycznia 2020                       | 3 lutego 2021               |
| 49 | 13 | Sex and Death           | Seks i śmierć                    | Steven DePaul       | Doris Egan                                       | 27 stycznia 2020                       | 10 lutego 2021              |
| 50 | 14 | Influence               | Influencerka                     | Barbara Brown       | Peter Noah, David Shore                          | 10 lutego 2020                         | 17 lutego 2021              |
| 51 | 15 | Unsaid                  | Niewypowiedziane                 | Mike Listo          | Sal Calleros, Thomas L. Moran                    | 17 lutego 2020                         | 24 lutego 2021              |
| 52 | 16 | Autopsy                 | Autopsja                         | Freddie Highmore    | David Hoselton                                   | 24 lutego 2020                         | 3 marca 2021                |
| 53 | 17 | Fixation                | Naprawiacz                       | Lisa Demaine        | Jessica Grasl, Debbie Ezer                       | 2 marca 2020                           | 10 marca 2021               |
| 54 | 18 | Heartbreak              | Złamane serce                    | Steven DePaul       | Thomas L. Moran, David Renaud                    | 9 marca 2020                           | 17 marca 2021               |
| 55 | 19 | Hurt                    | Na ratunek                       | Mike Listo          | Liz Friedman, Adam Scott Weissman                | 23 marca 2020                          | 24 marca 2021               |
| 56 | 20 | I Love You              | Kocham cię                       | David Shore         | David Hoselton, David Shore, Adam Scott Weissman | 30 marca 2020                          | 31 marca 2021               |

## Sezon 4 (2020-2021)
| №  | #  | Tytuł                     | Reżyseria           | Scenariusz                                  | Data premiery (ABC, Stany Zjednoczone) | Data premiery (AXN, Polska)                 |
| -- | -- | ------------------------- | ------------------- | ------------------------------------------- | -------------------------------------- | ------------------------------------------- |
| 57 | 1  | Frontline Part 1          | Mike Listo          | Liz Friedman, David Shore                   | 2 listopada 2020                       | 7 kwietnia 2021                             |
| 58 | 2  | Frontline Part 2          | Mike Listo          | Liz Friedman, David Shore                   | 9 listopada 2020                       | 14 kwietnia 2021                            |
| 59 | 3  | Newbies                   | David Straiton      | Thomas L. Moran, David Renaud               | 16 listopada 2020                      | 21 kwietnia 2021                            |
| 60 | 4  | Not the Same              | Sarah Wayne Callies | David Hoselton, Adam Scott Weissman         | 23 listopada 2020                      | 28 kwietnia 2021                            |
| 61 | 5  | Fault                     | Vanessa Parise      | Peter Blake, Mark Rozeman                   | 30 listopada 2020                      | 5 maja 2021                                 |
| 62 | 6  | Lim                       | Mike Listo          | Jessica Grasl, Tracy Taylor                 | 11 stycznia 2021                       | 12 maja 2021                                |
| 63 | 7  | The Uncertainty Principle | Gary Hawes          | Doris Egan                                  | 18 stycznia 2021                       | 19 maja 2021                                |
| 64 | 8  | Parenting                 | Rachel Leiterman    | Patti Carr                                  | 25 stycznia 2021                       | 26 maja 2021                                |
| 65 | 9  | Irresponsible Salad Bar   | Felipe Rodriguez    | Sam Chanse, Liz Friedman                    | 15 lutego 2021                         | 2 czerwca 2021                              |
| 66 | 10 | Decrypt Freddie Highmore  | Freddie Highmore    | Thomas L. Moran, Adam Scott Weissman        | 22 lutego 2021                         | 9 czerwca 2021                              |
| 67 | 11 | We're All Crazy Sometimes | Mike Listo          | David Hoselton, David Renaud                | 8 marca 2021                           | 16 czerwca 2021                             |
| 68 | 12 | Teeny Blue Eyes           | Rebecca Moline      | Peter Blake, Mark Rozeman                   | 22 marca 2021                          | 23 czerwca 2021                             |
| 69 | 13 | Spilled Milk              | Sarah Wayne Callies | Jessica Grasl, Tracy Taylor                 | 29 marca 2021                          | 30 czerwca 2021                             |
| 70 | 14 | Gender Reveal             | Tim Southam         | Debbie Ezer                                 | 19 kwietnia 2021                       | 7 lipca 2021                                |
| 71 | 15 | Waiting                   | Gary Hawes          | David Hoselton, David Shore, Oren Gottfried | 26 kwietnia 2021                       | 14 lipca 2021                               |
| 72 | 16 | Dr. Ted                   | Anne Renton         | Patti Carr, Sam Chanse                      | 10 maja 2021                           | 21 lipca 2021                               |
| 73 | 17 | Letting Go                | James Genn          | Doris Egan                                  | 17 maja 2021                           | 28 lipca 2021                               |
| 74 | 18 | Forgive or Forget         | Lee Friedlander     | Thomas L. Moran, David Renaud               | 24 maja 2021                           | 4 sierpnia 2021 (Viaplay: 3 sierpnia 2021)  |
| 75 | 19 | Venga                     | Mike Listo          | Liz Friedman, Jessica Grasl                 | 31 maja 2021                           | 11 sierpnia 2021 (Viaplay: 3 sierpnia 2021) |
| 76 | 20 | Vamos                     | Mike Listo          | Peter Blake, David Shore                    | 7 czerwca 2021                         | 18 sierpnia 2021 (Viaplay: 3 sierpnia 2021) |